# イゴール・ブシュロビッチ
イゴール・ブシュロビッチ（セルビア語: Игор Вушуровић、1974年9月24日 - ）は、モンテネグロ・ベラネ出身の男子バレーボール選手。ポジションはミドルブロッカー。元ユーゴスラビア代表。

## 来歴
ユーゴスラビア代表のミドルブロッカーに選出され、1998年世界選手権で銀メダル、2000年シドニーオリンピックで金メダルを獲得した。3度出場した欧州選手権では1997年欧州選手権で準優勝、2001年欧州選手権で初優勝を経験した。
所属クラブでは、ギリシャA1リーグから2000年にイタリア・セリエAへ移籍し、ローマとトレントでプレーした。フランスリーグ、ロシアスーパーリーグを経て、2006年からモンテネグロリーグのブドゥチノスト・ポドゴリツァでプレーした。

## 球歴
- オリンピック - 2000年（金メダル）
- 世界選手権 - 1998年（銀メダル）
- 欧州選手権 - 2001年（優勝）、1997年（準優勝）、2003年（4位）

## 所属クラブ
- EAパトラ （1999-2000年）
- ローマ・バレー （2000-2002年）
- トレンティーノ・バレー （2002-2003年）
- ボーヴェOUC （2003-2004年）
- ロコモティフ・エカテリンブルク （2004-2005年）
- ルチ・モスクワ （2005-2006年）
- ブドゥチノスト・ポドゴリツァ （2006-2009年）